# Bijela

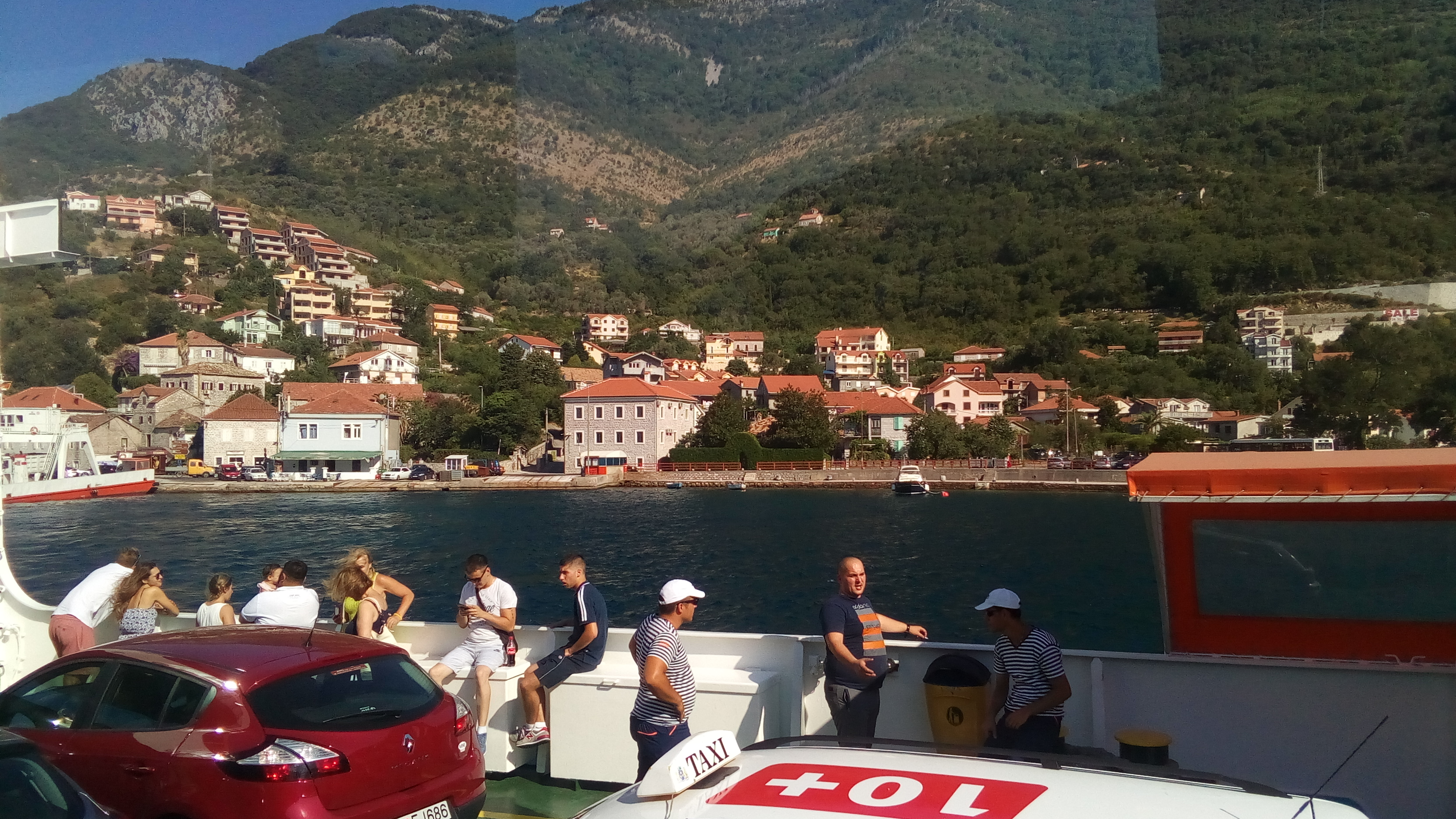
Bijela (2017)

Bijela (kyrillisch Бијела, italienisch La Bianca, San Pietro de Albis) ist eine Küstenstadt in der Gemeinde Herceg Novi, Montenegro. Sie befindet sich nordöstlich von Herceg Novi, an der Bucht von Kotor in der Nähe des Verige-Kanals. Die Volkszählung von 2011 ergab eine Einwohnerzahl von 3725.
Bijela war seit 1927 Standort der Bijela Adria Schiffswerft (montenegrinisch: Jadransko brodogradilište Bijela, Јадранско бродоградилиште Бијела), der größten Instandsetzungs- und Reparaturwerft in Montenegro. Der Betrieb ging bankrott, seine Konkursmasse im Frühjahr 2020 versteigert.
Papst Sixtus V. stammte aus einer Familie, die im 16. Jahrhundert ihre Wurzeln in der Gegend von Bijela hatte: Wie der Chronist Andrija Zmajević vermerkte, war der spätere Papstvater Piergentile di Giacomo in dem Dorf Bjelske Kruševice bei Bijela geboren worden. Dieser zog später infolge der osmanischen Eroberungen auf dem Balkan nach Italien.
In Bijela existiert mit dem FK Bijela ein Herren-Fußballverein, der in der Saison 2012/13 in der dritten montenegrinischen Fußball-Liga (Treća Crnogorska Liga) spielt.

## Bevölkerungsentwicklung
| Jahr | Einwohner |
| ---- | --------- |
| 1948 | 911       |
| 1953 | 1122      |
| 1961 | 1369      |
| 1971 | 1710      |
| 1981 | 2395      |
| 1991 | 3029      |
| 2003 | 3748      |
| 2011 | 3725      |

## Persönlichkeiten
- Milorad Krivokapić (* 1956), Wasserballspieler